# Canal 28 (Chihuahua)
Canal 28 é uma emissora de televisão que opera no estado de Chihuahua, fundada por Sergio Vales. Seu sinal é retransmitido à cidade de Cuauhtémoc, Chihuahua através da estação XHCTH-TDT, a qual é própria da televisora e em Cidade Juárez, Chihuahua através de multiprogramação da estação K26KJ-D.

## História
Sergio Valles era um repórter da Televisa na cidade de Chihuahua nos anos 80, além de ser professor e advogado, foi o mesmo facto de ser corresponsal de Televisa o que o fez iniciar o projecto no final dos anos 80.
Inicialmente, em 1991, a concessão do XHECH-TV, Canal 11 foi solicitada, mas foi negada pelo Ministério das Comunicações e Transportes.
Em 17 de fevereiro de 2003, um pedido formal foi feito ao Ministério das Comunicações e Transportes para obter a transmissão de um canal de televisão na capital do estado que foi aprovado em 16 de junho de 2004 para transmitir no Canal 28 com a distinta XHABC-TV e com uma potência de 4 kW.
Ao mesmo tempo, um repetidor de satélite foi instalado no canal 2 de Ciudad Cuauhtémoc, com acrônimos XHCTH-TV com uma potência de 0.042 kW.
No final de 2016, o Canal 28 iniciou as transmissões em seu sinal digital, desligando o sinal analógico em 15 de outubro daquele ano.
Em 12 de junho de 2017 a Canal 28 foi-lhe autorizado multiprogramar seu sinal, iniciando nesse mesmo dia os primeiras testes do sinal do Canal 28.2. Em 1 de julho de 2017, o canal iniciou transmissões formalmente seu novo sinal através do canal 28.2 em Chihuahua e Cuauhtémoc. Ademais, nesse mesmo dia iniciou transmissões de seu sinal principal em Cidade Juárez através do canal 25.3.

## Programação
O canal produz programação local de serviço social, como Yo Pergunto, um programa em que se resolvem as dúvidas da gente; Encuentro, que é um espaço para o debate; Poder Ciudadano, que é um espaço para a denuncia cidadã; Jóvenes por Siempre, com música de antanho; Expectativa, um noticiário conduzido por Hugo Vales e ABC Notícias, conduzido pelo próprio Sergio Vales. Também o Canal 28 transmite os partidos de local dos Dourados de Chihuahua da Liga Estatal de Béisbol de Chihuahua, os [Dourados de Chihuahua da Liga de Básquetbol Estatal de Chihuahua, a Dorados de la Universidad Autónoma de Chihuahua da Segunda División de México. e as Águilas Universidad Autónoma de Chihuahua da Organización Nacional Estudiantil de Fútbol Americano além de transmitir ocasionalmente eventos organizados pelo Governo do Estado de Chihuahua como o Grito de Independência.
Ademais, o canal enlaça-se a diversas estações de televisão públicas de México e o mundo, transmitindo programas de EWTN, Canal 22, 52MX, DW, RT en español e durante sessões extraordinárias e importantes ao Canal del Congreso.

## Controvérsias
- O canal 28 acusou em setembro de 2013 ao então Presidente Municipal de Chihuahua Marco Adán Quezada Martínez de "ameaçar" depois da publicação de cápsulas em onde acusavam ao prefeito de não cumprir com suas propostas de campanha.[8]
- Em junho de 2015, o canal informou ter sido assediado pelo Governo do Estado de Chihuahua pelas investigações realizadas em 2014 sobre irregularidades na gestão de recursos do governo e suposta contaminação nas proximidades da antiga Fundidora de Ávalos.
- Em 9 de dezembro de 2015, o canal publicou um vídeo em sua conta de YouTube um vídeo no que responsabilizava ao Governador do Estado, César Duarte Jáquez de qualquer coisa que ocorresse na contramão do canal ou na contramão de seus membros, já que acusam ao governador de ameaçar ao canal de "os mandar calar".[9]
- Em 18 de maio de 2017, Juan Manuel Esamilla, chefe de escoltas do governador Javier Corral Jurado, agrediu a um repórter de Canal 28, depois de que este procurasse entrevistar ao governador.[10]
- Em 15 de setembro de 2018, durante a transmissão da cerimônia de greve de independência de Chihuahua, um grupo de funcionários do canal fez uma série de comentários misóginos sobre a aparição do prefeito de Chihuahua, Maru Campos e a esposa do governador Javier Corral Jurado que foram ouvidos no ar, sendo reproduzidos e criticados pelo público do canal e pelos usuários das redes sociais.[11]

## Sinais disponíveis
| Cidade                | Estação   | Potência (kW) | Canal Físico | Canal Virtual | Resolução | Relação de aspecto | Nome PSIP | Programação |
| Chihuahua             | XHABC-TDT | 4             | 34           |               |           |                    |           |             |
| Chihuahua             | XHABC-TDT | 4             | 34           | 28.1          | 1080i     | 16:9               | XHABC     | Canal 28.1  |
| Chihuahua             | XHABC-TDT | 4             | 34           | 28.2          | 480i      | 16:9               | XHABC     | Canal 28.2  |
| Cuauhtémoc            | XHCTH-TDT | 0.04          | 33           |               |           |                    |           |             |
| Cuauhtémoc            | XHCTH-TDT | 0.04          | 33           | 28.1          | 1080i     | 16:9               | XHCTH     | Canal 28.1  |
| Cuauhtémoc            | XHCTH-TDT | 0.04          | 33           | 28.2          | 480i      | 16:9               | XHCTH     | Canal 28.2  |
| Cidade Juárez/O Passo | K26KJ-D   | 15            | 26           | 25.3          | 480i      | 16:9               | CNAL 28   | Canal 28.1  |

## Logotipos
| Período   | Características |
| --------- | --- |
| 2004-2012 | O primeiro Logo do Canal 28 era composto por um quadrado com linhas azuis acima e abaixo e azul claro no centro com o nome de XHABC e no centro com o número 28 em ouro, deste logotipo surgiram várias variações.                                        |
| 2012-2016 | Em 2012, um novo logotipo foi adotado, que era um quadrado azul-marinho e, à esquerda, na vertical, dizia "Canal" e no centro com a mesma tipografia que o primeiro continha o número 28 em ouro                                                          |
| 2016-     | O terceiro logo foi adotado em 7 de outubro como uma das mudanças que foram feitas pela adaptação ao sinal HD e este logotipo é o mais simples que até agora consiste apenas no número 28 com o mesmo tipo de letra que Ele vem dirigindo desde o começo. |